# زبان گالیسی-پرتغالی
زبان گالیسی-پرتغالی (گالیسی: galego-portugués یا galaico-portugués , پرتغالی: galego-português یا galaico-português)، پرتغالی باستان یا گالیسی قرون وسطایی یک زبان رومی ایبریایی غربی بود که در قرون وسطی، در شمال غربی شبه‌جزیره ایبری گفتگو می‌شد. می‌توان آن را یک دوره تاریخی از هر یک از زبان‌های گالیسی و پرتغالی دانست.

## متن نمونه
در اینجا یک شعر از آورده شده‌است:
| Proençaes soen mui ben trobar e dizen eles que é con amor, mays os que troban no tempo da frol e non-en outro, sei eu ben que non an tan gran coita no seu coraçon qual m' eu por mha senhor vejo levar — شاه دینیش پرتغال (۱۲۷۱–۱۳۲۵) |  | [شاعران] پروانسی می‌دانند چگونه خوب آهنگسازی کنند، و آن‌ها می‌گویند این از روی عشق است، اما کسانی که هنگام شکوفه گل آهنگسازی می‌کنند، و نه در هیچ زمان دیگری، من می‌دانم که آن‌ها در قلب خود چنین آرزوی خوبی ندارند، همان‌طور که من در قلبم برای بانوی خود ندارم. |